# Maria, Mutter vom Guten Rat (Böckstein)

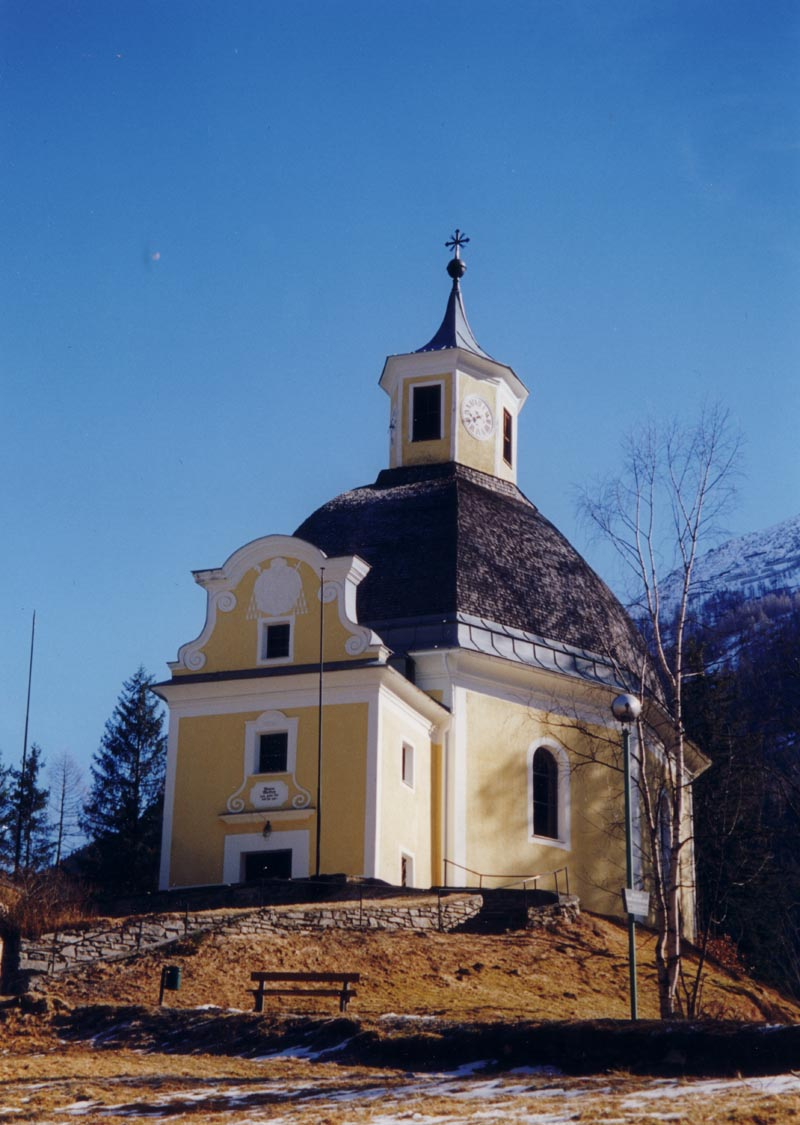
Pfarrkirche am Kirchberg (1997)

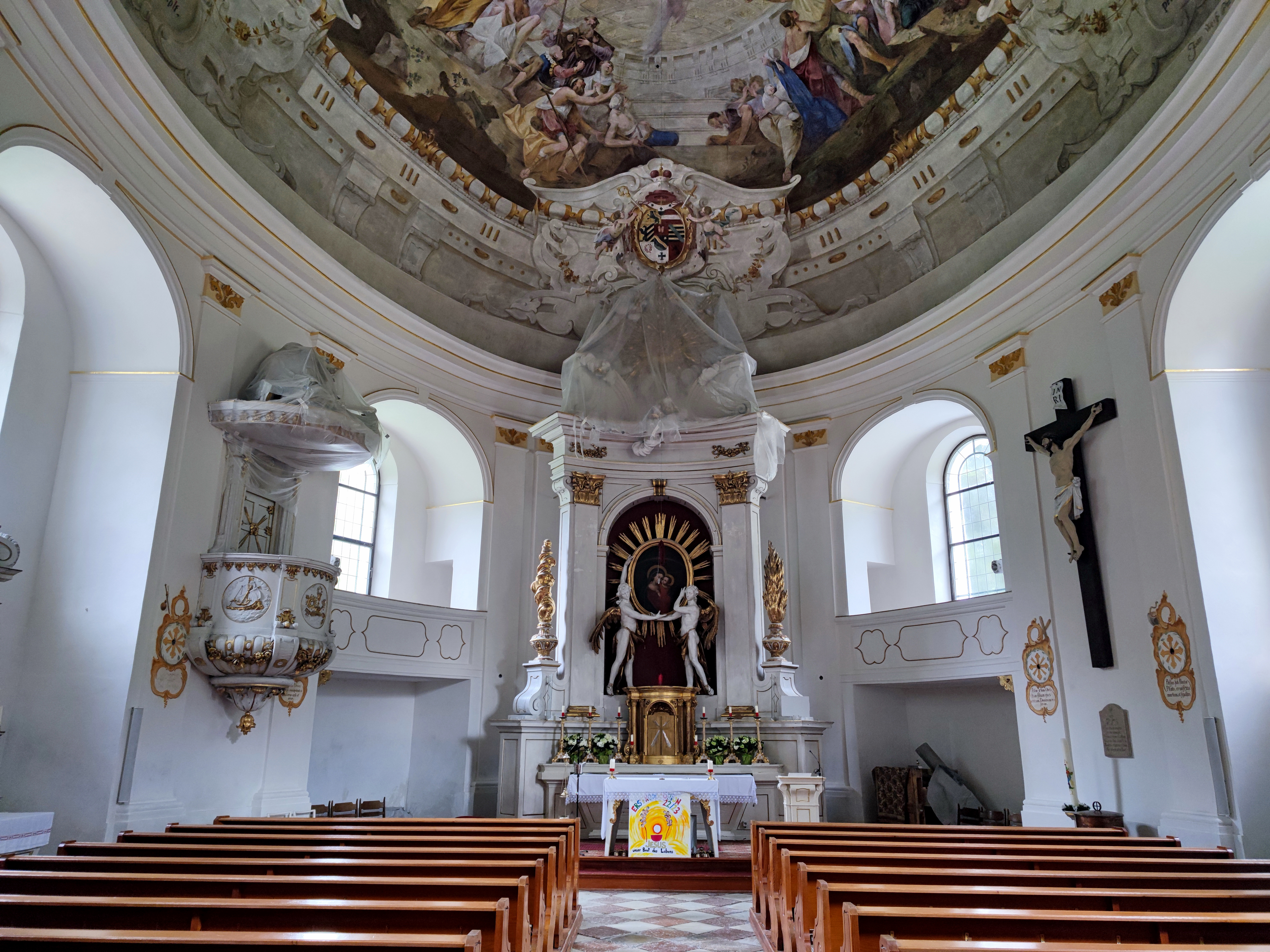
Pfarrkirche am Kirchberg: Innenraum

Die Pfarrkirche Maria, Mutter vom Guten Rat ist eine römisch-katholische Kirche im Ortsteil Böckstein in der Gemeinde Bad Gastein im Land Salzburg und steht unter Denkmalschutz (Listeneintrag).

## Lage
Die Kirche, auch Pfarrkirche am Kirchberg genannt, liegt erhöht auf einem Hügel nördlich der planmäßig angelegten barocken Werksanlage des Zentrums des Goldbergbaues in den Hohen Tauern.

## Geschichte
Eine mächtige Lawine hatte am 14. Januar 1741 das Pochwerk und das Gold-Waschwerk in der Peck zerstört und weitere Gebäude stark beschädigt. Nach der planmäßigen Errichtung der Bergwerkssiedlung Altböckstein lag auch ein Kirchenbau nahe. Der Salzburger Fürsterzbischof Sigismund III. Christoph von Schrattenbach besuchte am 7. Mai 1759 die neu errichteten montanistischen Anlagen und begab sich auf den kleinen, nordöstlich anschließenden Felshügel, der damals nur ein Wetterkreuz an seiner Spitze aufwies. Bereits im Jahr 1763 ließ er sich vom Rokokomaler Franz Xaver König mit der erst im Plan befindlichen Böcksteiner Kirche im Hintergrund porträtieren. Die genauen Baupläne erstellte der erzbischöfliche Hofbauverwalter Wolfgang Hagenauer erst im Jahr 1764. Nach umfangreichen Fels-Abtragungsarbeiten konnte mit dem Bau der Kirche begonnen werden.
Mit Urkunde vom 23. Mai 1766 als Vikariat gegründet fand die Weihe der Kirche am 26. Juli 1767 statt. 1891 wurde die Kirche zur Pfarrkirche erhoben. Renoviert wurde die Kirche 1889. Restaurierungen waren von 1950 bis 1951 und 1965. Eine Außenrestaurierung war 1979, eine Innenrestaurierung 1981.

## Architektur
Der frühklassizistische Zentralbau mit einer Vorhalle wurde von 1764 bis 1767 nach den Plänen des Architekten und Hofbauverwalters Wolfgang Hagenauer durch Baumeister Christian Glaner erbaut. Der achteckige Zentralraum hat ein Rechteckportal und Fenster. Der ebenfalls achteckige Kuppelturm mit Laterne hat Rechteckschallfenster und Uhrblätter auf je vier Seiten und schließt mit einem Zeltdach ab. Die Vorhalle mit einem geschwungenen Giebel zeigt das stuckierte Wappen vom Erzbischof Sigismund III. Christoph von Schrattenbach. Im Osten ist eine zweigeschoßige Sakristei angebaut.
Innen zeigt sich die Kirche als Ovalraum mit hohen Rundbogennischen mit jeweils zwei dazwischenliegenden Pilastern mit Kapitellen und darüber mit einem umlaufenden reich profilierten Gesims. Die Empore ist im Westen eingebaut. Das Deckengemälde malte 1765 der Allgäuer Freskenmaler Johann Weiß. Es zeigt in der Kuppel das Gnadenbild von Genazzano von zwei Engeln getragen mit Darstellungen der Landschaft und Verehrern des Gnadenbildes. Die Architekturmalerei mit Kartuschen zeigt die Chronogramme 1764, 1765, 1766 und 1767.

## Ausstattung
Der Hochaltar wurde nach einem Entwurf des Bildhauers Johann Baptist Hagenauer erbaut. Das Altarblatt, eine Kopie des Gnadenbildes von Genazzano, malte 1765 Rosa Hagenauer, geborene Barduzzi, in einem Strahlenkranz, von zwei Engeln getragen, mit Vasen und Wolken und einer Feuersäule. Der Tabernakel ist aus dem 19. Jahrhundert. Die Seitenaltäre schuf 1776 der Tischler Leopold Hacksteiner. Links zeigt das Altarblatt die Vermählung Mariens und rechts die Darstellung im Tempel. Der runde Kanzelkorb mit einer Brüstung mit Pilasterteilung zeigt Reliefs der Göttlichen Tugenden, der Schalldeckel trägt eine Erdkugel, die Gesetzestafeln und die Evangeliensymbole. Die Schnitzwerke und das Kruzifix schuf 1850 der Bildhauer Kaspar Bichler.
Die Orgel baute 1895 Hans Mauracher. Es gibt einen Gedenkstein aus 1784 zu Bartholomäus Zehentmayr und Wappensteine der Grafen Czernin aus 1905 und 1927. Eine Glocke goss 1766 der Salzburger Glockengießer Karl Wolfgang Gugg.

## Umgebung
Unterhalb des Kirchengebäudes befindet sich die denkmalgeschützte Schmerzensmannkapelle von Böckstein.
Etwa 100 Meter weiter südwestlich steht der Pfarrhof Böckstein.